# Илицкий небоскрёб
Илицкий небоскрёб (хорв. Neboder u Ilici, Ilički neboder), также просто Небоскрёб (хорв. Neboder) — высотное здание, расположенное на улице Илица в Загребе (Хорватия), напротив площади Бана Елачича. Самое старое офисное высотное здание в Хорватии.

## История
Здание было построено в 1957—1958 гг. по проекту архитекторов Слободана Йовичича, Йосипа Хитила и Ивана Жулевича и открыто 22 августа 1959 года. На момент открытия это было самое высокое здание в Югославии и первое здание в стране с алюминиевым фасадом (алюминиевые листы для здания были изготовлены на авиационном заводе УТВА в Панчеве). Илицкий небоскрёб считается первым «настоящим» небоскребом, построенным в Югославии. Основными инвесторами были компании Končar и Ferimport.
В здании располагались офисы Ferimport, а также смотровая площадка и ресторан на верхнем этаже (в начале 1990-х на его месте был диско-клуб) и небольшой торговый пассаж, построенный вокруг основания здания. В 1967 году смотровая площадка была огорожена перилами после того, как один мужчина покончил жизнь самоубийством, спрыгнув с неё.
28 ноября 1970 года американская писательница и активистка Джульен Бушич разбрасывала со смотровой площадки листовки, пропагандировавшие независимость Хорватии, за что она была арестована, приговорена к одному месяцу тюремного заключения, депортирована и лишена права въезда в страну на три года.
В 1990-х компания Ferimport переживала трудный период, и здание пришло в упадок.
В 2001 году здание было продано за 6 миллионов евро инвестору Николе Франкопану, который утверждал, что происходит из знатного хорватского дворянского рода Франкопанов. У Франкопана были планы масштабной реконструкции здания, но первоначальный замысел (предполагавший полную переделку фасада и добавление панорамных лифтов, винтовых лестниц и нескольких дополнительных этажей) был отклонен городским институтом охраны городского наследия. Лишь в 2005 году власти города утвердили план реконструкции здания.
В 2006 году началась реконструкция небоскреба, которая была закончена в 2008 году. Проект был разработан дизайн-студией Aukett Fitzroy Robinson в сотрудничестве с архитектурной студией Proarh, а строительные работы были выполнены компанией Strabag.

## Описание
Илицкий небоскрёб составляет 70 метров в высоту и имеет 17 этажей. Площадь внутри здания — 5600 м². Большую часть здания занимают офисы. Внизу расположен торговый пассаж, а на крыше — смотровая площадка «Zagreb Eye».